# Lennart Carleson
Lennart Carleson (suec: Lennart Axel Edvard Carleson)  (Estocolm, 18 de març de 1928) és un matemàtic suec, cabdal en el camp de l'anàlisi harmònica. Una de les seves aportacions més famoses és la demostració de la conjectura de Luzin (avui teorema de Carleson).

## Vida
Va ser deixeble d'Arne Beurling a la Universitat d'Uppsala, on va obtenir el doctorat en investigació el 1950. És professor emèrit a la Universitat d'Uppsala, a l'Institut Reial de Tecnologia (KTH) d'Estocolm i a la Universitat de Califòrnia a Los Angeles, i va ser director de l'Institut Mittag-Leffler de Djursholm als afores d'Estocolm (1968–1984). Entre el 1978 i el 1982 va ser president de la Unió Matemàtica Internacional.
Carleson es va casar amb Butte Jonsson el 1953 i van tenir dos fills: Caspar (nascut el 1955) i Beatrice (nascuda el 1958).

## Obra
Entre la seva obra hi ha la solució d'alguns problemes destacats fent servir tècniques de combinatòria i de teoria de la probabilitat (especialment de temps d'espera). En la teoria dels espais de Hardy, Carleson demostrà el teorema de la corona (1962) i establí la convergència quasi arreu de les sèries de Fourier de funcions de quadrat integrable (ara conegut com a teorema de Carleson). També és conegut per la teoria de la mesura de Carleson.
En la teoria de sistemes dinàmics, Carleson ha treballat en dinàmica complexa.
A més d'escriure articles transcendentals, Carleson també va publicar dos llibres: primer, un llibre influent sobre teoria del potencial, "Selected Problems on Exceptional Sets" (Van Nostrand, 1967), i segon, un llibre sobre la iteració de funcions analítiques, Complex Dynamics (Springer, 1993, en col·laboració amb T. W. Gamelin).

## Premis
Va rebre el Premi Wolf en Matemàtiques el 1992, la Medalla d'Or Lomonóssov el 2002, la Medalla Sylvester el 2003 i el Premi Abel el 2006, per la seva contribució profunda i fonamental a l'anàlisi harmònica i a la teoria de sistemes dinàmics diferenciables.
És membre de l'Acadèmia Noruega de Ciències i Lletres. El 2012 esdevingué membre de la Societat Matemàtica Americana.